# Корпус морской пехоты Индонезии
Корпус морской пехоты (индон. Korps Marinir) — один из родов сил Военно-морских сил Индонезии. Официально образован 15 ноября 1945 года в ходе Войны за независимость Индонезии. Корпус выполняет функции морского десанта, а также сил быстрого реагирования при организации обороны.

## Организационная структура

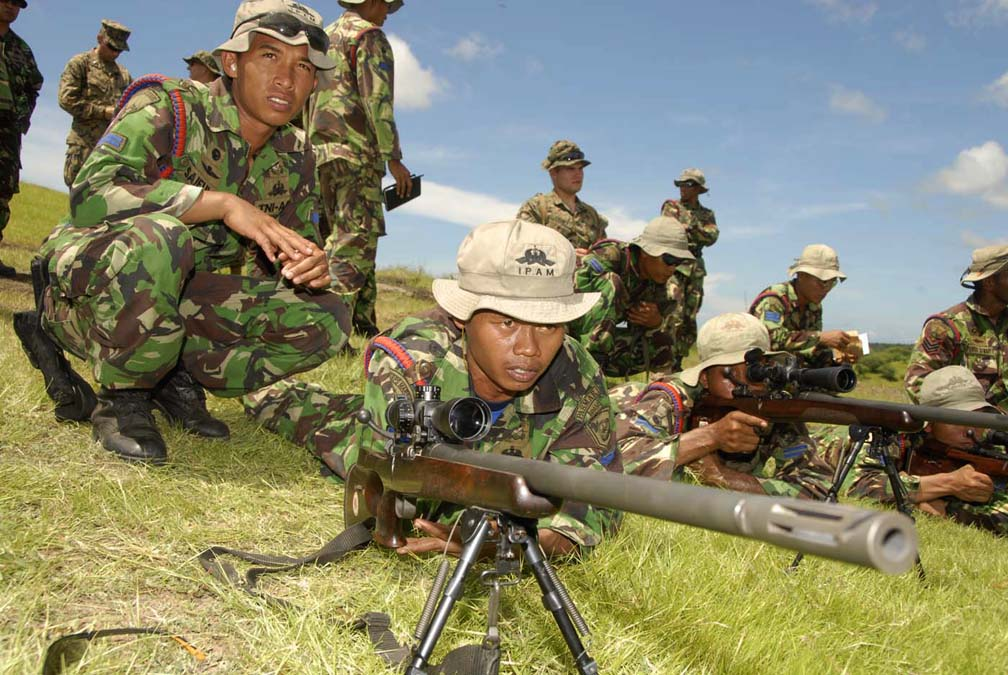
Снайперы из состава 1-го разведывательного амфибийного батальона морской пехоты Индонезии

Силы морской пехоты — 1 (индон. Pasukan Marinir-1 (PASMAR-1)), Сурабая
- 1-я бригада морской пехоты (индон. Brigade Infanteri-1 Marinir)

- 1-й батальон морской пехоты (индон. Batalyon Infanteri-1 Marinir)
- 3-й батальон морской пехоты (индон. Batalyon Infanteri-3 Marinir)
- 5-й батальон морской пехоты (индон. Batalyon Infanteri-5 Marinir)

- 1-й артиллерийский полк морской пехоты (индон. Resimen Artileri-1 Marinir)

- 1-й зенитный батальон морской пехоты (индон. Batalyon Arhanud-1 Marinir)
- 1-й гаубичный батальон морской пехоты (индон. Batalyon Howitzer-1 Marinir)
- 1-й ракетный батальон морской пехоты (индон. Batalyon Roket-1 Marinir)

- 1-й каваллерийский полк морской пехоты (индон. Resimen Kavaleri-1 Marinir)

- 1-й батальон амфибийных десантных транспортёров (индон. Batalyon Kendaraan Pendarat Amfibi-1 Marinir (Ranratfib))
- 1-й амфибийный танковый батальон морской пехоты (индон. Batalyon Tank Amfibi-1 Marinir (Tankfib))
- 1-й батальон артиллерийских транспортёров морской пехоты (индон. Batalyon Kendaraan Pengangkut Artileri-1 Marinir (Kapal))

- 1-й полк боевой поддержки морской пехоты (индон. Resimen Bantuan Tempur -1 Marinir)

- 1-й автомобильный батальон морской пехоты (индон. Batalyon Angkutan Bermotor-1 Marinir (Angmor))
- 1-й батальон связи и электроники морской пехоты (индон. Batalyon Komunikasi & Elektronika-1 Marinir (Komlek))
- 1-й батальон материально-технического обеспечения и ремонта морской пехоты (индон. Batalyon Perbekalan & Peralatan-1 Marinir (Bekpal))
- 1-й инженерный батальон морской пехоты (индон. Batalyon Zeni-1 Marinir)
- 1-й медицинский батальон морской пехоты (индон. Batalyon Kesehatan-1 Marinir)
- 1-й батальон полиции морской пехоты (индон. Batalyon Provos -1 Marinir)

- 1-й амфибийный разведывательный батальон морской пехоты (индон. Batalyon Intai Amfibi-1 Marinir (Taifib)[3])
- 5-й батальон обороны базы морской пехоты (индон. Batalyon Marinir Pertahanan Pangkalan-5 (Yonmarhanlan V)), Сурабая
- 6-й батальон обороны базы морской пехоты (индон. Batalyon Marinir Pertahanan Pangkalan-6 (Yonmarhanlan VI)), Макассар
- 7-й батальон обороны базы морской пехоты (индон. Batalyon Marinir Pertahanan Pangkalan-7 (Yonmarhanlan VII)), Купанг
- 8-й батальон обороны базы морской пехоты (индон. Batalyon Marinir Pertahanan Pangkalan-8 (Yonmarhanlan VIII)), Битунг
- 9-й батальон обороны базы морской пехоты (индон. Batalyon Marinir Pertahanan Pangkalan-9 (Yonmarhanlan IX)), Амбон
- 10-й батальон обороны базы морской пехоты (индон. Batalyon Marinir Pertahanan Pangkalan-10 (Yonmarhanlan X)), Джаяпура

Силы морской пехоты — 2 (индон. Pasukan Marinir-2 (PASMAR-2)), Джакарта
- 2-я бригада морской пехоты (индон. Brigade Infanteri-2 Marinir)

- 2-й батальон морской пехоты (индон. Batalyon Infanteri-2 Marinir)
- 4-й батальон морской пехоты (индон. Batalyon Infanteri-4 Marinir)
- 6-й батальон морской пехоты (индон. Batalyon Infanteri-6 Marinir)

- 2-й артиллерийский полк морской пехоты (индон. Resimen Artileri-2 Marinir)

- 2-й зенитный батальон морской пехоты (индон. Batalyon Arhanud-2 Marinir)
- 2-й гаубичный батальон морской пехоты (индон. Batalyon Howitzer-2 Marinir)
- 2-й ракетный батальон морской пехоты (индон. Batalyon Roket-2 Marinir)

- 2-й каваллерийский полк морской пехоты (индон. Resimen Kavaleri-2 Marinir)

- 2-й батальон амфибийных десантных транспортёров (индон. Batalyon Kendaraan Pendarat Amfibi-2 Marinir (Ranratfib))
- 2-й амфибийный танковый батальон морской пехоты (индон. Batalyon Tank Amfibi-2 Marinir (Tankfib))
- 2-й батальон артиллерийских транспортёров морской пехоты (индон. Batalyon Kendaraan Pengangkut Artileri-2 Marinir (Kapa))

- 2-й полк боевой поддержки морской пехоты (индон. Resimen Bantuan Tempur-2 Marinir)

- 2-й автомобильный батальон морской пехоты (индон. Batalyon Angkutan Bermotor-2 Marinir (Angmor))
- 2-й батальон связи и электроники морской пехоты (индон. Batalyon Komunikasi & Elektronika-2 Marinir (Komlek))
- 2-й батальон материально-технического обеспечения и ремонта морской пехоты (индон. Batalyon Perbekalan & Peralatan-2 Marinir (Bekpal))
- 2-й инженерный батальон морской пехоты (индон. Batalyon Zeni-2 Marinir)
- 2-й медицинский батальон морской пехоты (индон. Batalyon Kesehatan-2 Marinir)
- 2-й батальон полиции морской пехоты (индон. Batalyon Provos-2 Marinir)

- 2-й амфибийный разведывательный батальон морской пехоты (индон. Batalyon Intai Amfibi-2 Marinir (Taifib))
- 1-й батальон обороны базы морской пехоты (индон. Batalyon Marinir Pertahanan Pangkalan-1 (Yonmarhanlan V)), Белаван
- 2-й батальон обороны базы морской пехоты (индон. Batalyon Marinir Pertahanan Pangkalan-2 (Yonmarhanlan V)), Паданг
- 3-й батальон обороны базы морской пехоты (индон. Batalyon Marinir Pertahanan Pangkalan-3 (Yonmarhanlan V)), Джакарта
- 4-й батальон обороны базы морской пехоты (индон. Batalyon Marinir Pertahanan Pangkalan-4 (Yonmarhanlan V)), Танджунг Пинанг

3-я бригада морской пехоты (индон. Brigade Infanteri-3 Marinir), Пиабунг, Лампунг
- 7-й батальон морской пехоты (индон. Batalyon Infanteri-7 Marinir)
- 8-й батальон морской пехоты (индон. Batalyon Infanteri-8 Marinir)
- 9-й батальон морской пехоты (индон. Batalyon Infanteri-9 Marinir)
- 10-й батальон морской пехоты (индон. Batalyon Infanteri-10 Marinir)

Учебное командование морской пехоты (индон. Komando Latih Marinir (KOLATMAR))
База морской пехоты Сурабая (индон. Pangkalan Marinir Surabaya)
База морской пехоты Джакарта (индон. Pangkalan Marinir Jakarta)

## Техника и вооружение
| Техника и вооружение Корпуса морской пехоты Индонезии | Техника и вооружение Корпуса морской пехоты Индонезии | Техника и вооружение Корпуса морской пехоты Индонезии | Техника и вооружение Корпуса морской пехоты Индонезии | Техника и вооружение Корпуса морской пехоты Индонезии |
| Наименование                                          | Производство                                          | Назначение                                            | Количество                                            | Примечания |
| Стрелковое вооружение                                 | Стрелковое вооружение                                 | Стрелковое вооружение                                 | Стрелковое вооружение                                 | Стрелковое вооружение |
| ----------------------------------------------------- | ----------------------------------------------------- | ----------------------------------------------------- | ----------------------------------------------------- | --- |
|                                                       |                                                       |                                                       |                                                       | |
| Бронетехника                                          |                                                       |                                                       |                                                       | |
| ПТ-76                                                 | СССР                                                  | плавающий танк                                        | 55                                                    | В конце 1990-х годов модернизированны, установлены новые двигатели, трансмиссии и 90-мм пушки «Коккериль». В западной печати обозначаются как ПТ-2000. |
| БРДМ-2                                                | СССР                                                  | бронеавтомобиль                                       | 21                                                    | |
| AMX-10P AMX-10PAC 90                                  | Франция                                               | боевая машина пехоты                                  | 24 10                                                 | |
| БТР-4М                                                | Украина                                               | бронетранспортёр                                      | 5                                                     | с начала 2017 года пять БТР-4М успешно прошли все тестовые испытания, приняли участие в стокилометровом марше в условиях тропического климата и горного рельефа, и были приняты на эксплуатацию корпусом морской пехоты Индонезии                                        |
| БМП-3Ф                                                | Россия                                                | Боевая машина пехоты                                  | 17                                                    | 17 БМП-3Ф, по состоянию на 2012 год. Первые 17 БМП-3Ф по контракту 2007 года стоимостью $40 млн были поставлены в 2010 году. Десять новых машин встанут на вооружение Первой бригады морской пехотной в Сурабае, а остальные - Второй бригады Морской пехоты в Джакарте. |
| БТР-80A                                               | Россия                                                | бронетранспортёр                                      | 12                                                    | |
| БТР-50П БТР-50ПK                                      | СССР                                                  | бронетранспортёр                                      | 100                                                   | |
| БТР-40                                                | СССР                                                  | бронетранспортёр                                      | ~ 200                                                 | Поставлены в конце 50-х годов в качестве военной помощи. |
| LVTP-7A1                                              | США                                                   | бронетранспортёр                                      | 10                                                    | |
| Артиллерия                                            |                                                       |                                                       |                                                       | |
| LG1 Mk.2                                              | Франция                                               | 105-мм буксируемая гаубица                            | 22                                                    | |
| М-30                                                  | СССР                                                  | 122-мм буксируемая гаубица                            | 28                                                    | |
| БМ-14                                                 | СССР                                                  | 140-мм самоходная РСЗО                                | 12                                                    | |
|                                                       |                                                       | 81-мм миномёт                                         | нет данных                                            | |
| Системы ПВО                                           |                                                       |                                                       |                                                       | |
| Bofors L60                                            | Швеция                                                | 40-мм зенитное орудие                                 | 150                                                   | |
| Bofors L70                                            | Швеция                                                | 40-мм зенитное орудие                                 | 150                                                   | |
| С-60                                                  | СССР                                                  | 57-мм зенитное орудие                                 | 150                                                   | |

## Знаки различия

### Генералы и офицеры
| Категории               | Генералы       | Генералы          | Генералы          | Генералы       | Генералы          | Старшие офицеры | Старшие офицеры | Старшие офицеры | Младшие офицеры | Младшие офицеры | Младшие офицеры   |
| ----------------------- | -------------- | ----------------- | ----------------- | -------------- | ----------------- | --------------- | --------------- | --------------- | --------------- | --------------- | ----------------- |
| Погон                   |                |                   |                   |                |                   |                 |                 |                 |                 |                 |                   |
| Индонезийское звание    | Jenderal Besar | Jenderal          | Letnan Jenderal   | Mayor Jenderal | Brigadir Jenderal | Kolonel         | Letnan Kolonel  | Mayor           | Kapten          | Letnan Satu     | Letnan Dua        |
| Российское соответствие | Генерал армии  | Генерал-полковник | Генерал-лейтенант | Генерал-майор  | нет               | Полковник       | Подполковник    | Майор           | Капитан         | Лейтенант       | Младший лейтенант |

### Подофицеры и солдаты
| Категории               | Подофицеры           | Подофицеры          | Сержанты     | Сержанты      | Сержанты    | Сержанты   | Сержанты      | Сержанты    | Сержанты   | Солдаты       | Солдаты     | Солдаты    |
| ----------------------- | -------------------- | ------------------- | ------------ | ------------- | ----------- | ---------- | ------------- | ----------- | ---------- | ------------- | ----------- | ---------- |
| Нарукавный знак         |                      |                     |              |               |             |            |               |             |            |               |             |            |
| Индонезийское звание    | Pembantu Letnan Satu | Pembantu Letnan Dua | Sersan Mayor | Sersan Kepala | Sersan Satu | Sersan Dua | Kopral Kepala | Kopral Satu | Kopral Dua | Kelasi Kepala | Kelasi Satu | Kelasi Dua |
| Российское соответствие | Старший прапорщик    | Прапорщик           |              |               |             |            |               |             |            |               |             |            |

### Знаки на головные уборы
Военнослужащие Корпуса морской пехоты Индонезии носят малиновые береты. Металлический знак на берет, в виде эмблемы Корпуса морской пехоты Индонезии, размещается на пятиугольной красной нашивке.

### Нашивки

#### По принадлежности к Морской пехоте

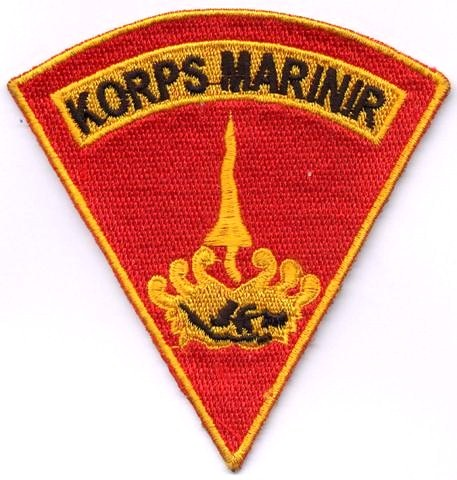
На правый рукав
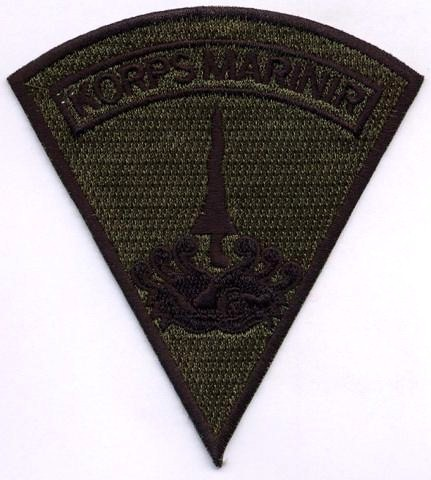
Защитный вариант
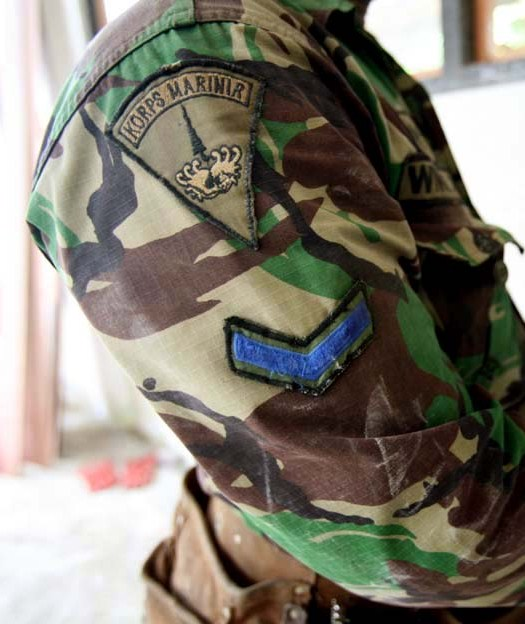
Пример использования

#### По принадлежности к определенному подразделению Морской пехоты

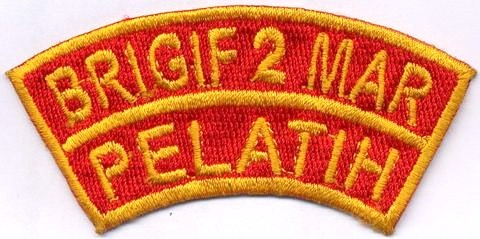
2-я бригада морской пехоты, Инструктор
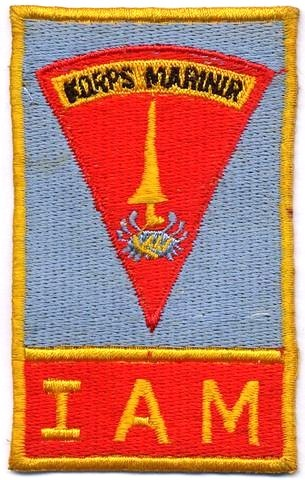
1-й амфибийный разведывательный батальон морской пехоты

### Нагрудные знаки

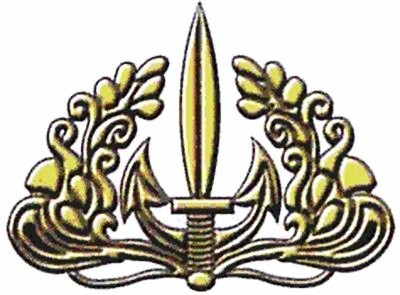
Квалификационный знак диверсанта-разведчика морской пехоты
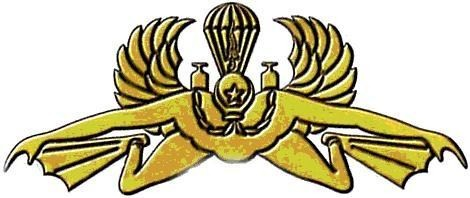
Квалификационный знак диверсанта-разведчика амфибийного парашютиста (индон. KIPAM (Komando Intai Para Amfibi))
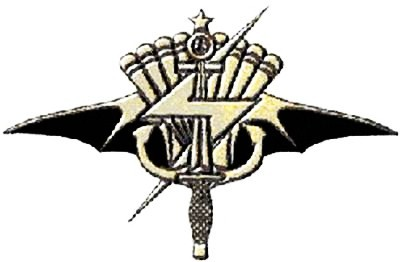
Квалификационный знак (индон. Denjaka (Detasemen Jala Mangkara))